# Wild Animal Initiative
A Wild Animal Initiative (WAI) é uma organização sem fins lucrativos focada no apoio e na produção de pesquisas acadêmicas para diminuir o sofrimento dos animais selvagens. Ela é uma das instituições de caridade recomendadas pela Animal Charity Evaluators.

## História
A WAI foi fundada em 2019, como uma fusão das organizações Utility Farm (fundada em 2016 por Abraham Rowe) e Wild-Animal Suffering Research (fundada em 2017 por Persis Eskander). Sua missão declarada é "entender e melhorar a vida dos animais selvagens", estudando as causas naturais da dor e da morte dos animais, como desastres naturais, doenças e fome.
Abraham Rowe foi o Diretor Executivo da WAI até 2019, e depois Mal Graham se tornou o líder da organização. Em 2022, Graham assumiu a função de Diretor de Estratégias, e Cameron Meyer Shorb tornou-se o Diretor Executivo.
Em 2021, a WAI recebeu uma doação de US$ 3,5 milhões da Open Philanthropy para apoiar a pesquisa sobre o bem-estar dos animais selvagens. No mesmo ano, a WAI lançou um fundo de pesquisa para pesquisas de alto impacto sobre o bem-estar dos animais selvagens, com a intenção de "distribuir mais de US$ 3 milhões para projetos de pesquisa acadêmica destinados a entender e melhorar a vida dos animais selvagens". A WAI recebeu mais uma doação de US$ 6 milhões da Open Philanthropy em 2023.

## Recepção
A Animal Charity Evaluators (ACE), que avalia a relação custo-benefício de projetos que trabalham para melhorar o bem-estar animal, classificou a WAI como uma "instituição de caridade de primeira linha" em 2020, o que significa que, em sua opinião, doar para a WAI era uma das formas mais eficazes de ajudar os animais. A WAI é o único grupo que não trabalha com o bem-estar de animais de criação a receber essa classificação. A WAI manteve seu status de "instituição de caridade de primeira linha" em 2021 e 2022. Em 2023, depois que a ACE deixou de categorizar suas instituições de caridade como "principais" e "de destaque", ela foi categorizada como uma instituição de caridade "recomendada" pela organização.